# Produzione di massa

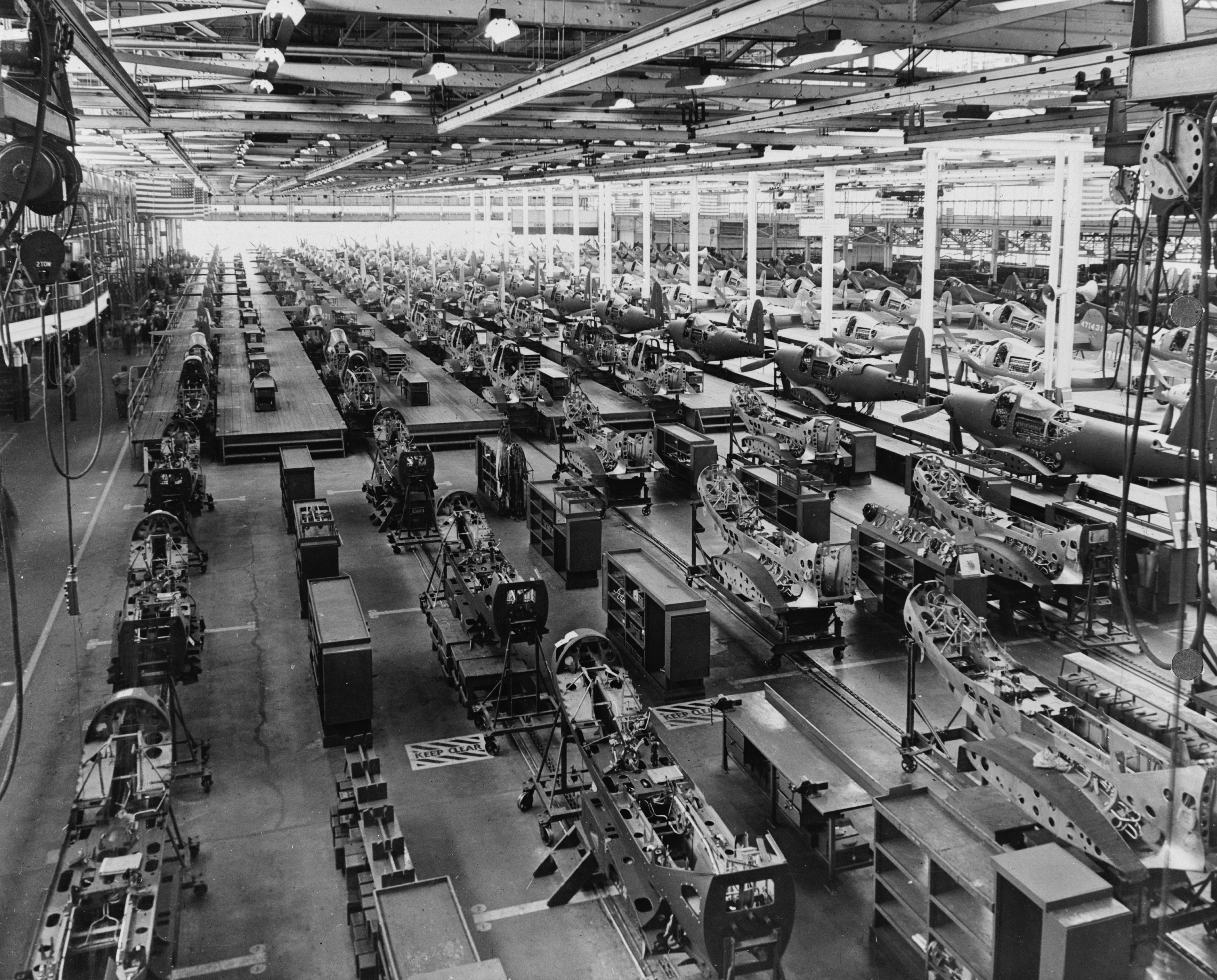
Produzione del caccia Bell P-39Q-30-BE Airacobra a Wheatfield, durante la Seconda guerra mondiale.

La produzione di massa (detta anche: "a flusso", "ripetitiva", "in serie" o "seriale", "continua") è la realizzazione di grandi quantità di prodotti standardizzati, spesso compiuta con catene di montaggio o linee a trasferimento.
Basata sui principi formulati da Frederick Taylor, sull'utilizzo di parti intercambiabili prodotte con macchine utensili rispettando tolleranze di lavorazione, fu grandemente diffusa da Henry Ford nel XX secolo, specie con la sua proverbiale Ford Modello T.

## Descrizione
Si contrappone alla produzione artigianale ed alle produzioni per lotti, rispetto alle quali si differenzia per il fatto che il prodotto non viene realizzato in un'unica postazione né da un unico operatore che ne esegua le varie fasi di produzione dall'inizio alla fine, ma piuttosto la lavorazione viene suddivisa in attività elementari affidate ad una predeterminata catena di stazioni, sulle quali operi una moltitudine di operatori, ciascuno dei quali chiamato ad eseguire soltanto una piccola parte (parcellizzazione), altamente ottimizzata, della lavorazione totale. 

## Strumenti utilizzati
Gli operatori, che in origine erano operai umani ma che oggi possono essere almeno in parte rimpiazzati da robot industriali, eseguono un determinato insieme di operazioni elementari, sequenziate e descritte in un ciclo di lavorazione, la cui durata o tempo ciclo viene determinata con esattezza. In fase di progettazione della linea di produzione di massa, il tempo ciclo di ogni stazione deve essere reso uguale o il più possibile prossimo al tempo ciclo delle altre stazioni, ricorrendo ad opportuni accorpamenti e suddivisioni delle attività, in modo che la linea sia in grado di funzionare senza fermate e senza accavallamenti; qualora in alcune stazioni ciò non sia possibile per ragioni tecniche/tecnologiche (ad es. perché determinate operazioni indivisibili non possono che avvenire in un certo tempo tecnico, non riducibile), occorrerà ricorrere alla duplicazione / moltiplicazione delle stazioni che dovranno operare in parallelo, interponendo dei buffer intermedi per disaccoppiare le stazioni a monte da quelle a valle.
Sul piano logistico-operativo, la produzione di massa si caratterizza per la meccanizzazione e la riduzione al minimo indispensabile dei tempi morti di trasferimento e il conseguente ampio ricorso a nastri trasportatori e simili congegni per trasferire — lungo lo stabilimento — particolari semilavorati, che raggiungono di volta in volta le postazioni in cui lavoratori specializzati eseguono la rispettiva semplice operazione di assemblaggio (sempre la medesima per ciascun binomio lavoratore/postazione). In tal modo, si possono raggiungere frequenze produttive assai elevate. Al crescere della complessità del prodotto, si passa da un layout a linea continua ad uno a "lisca di pesce", nel quale varie diramazioni (linee di assemblaggio sottogruppi) convergono in una linea finale.

## Vantaggi e svantaggi
La produzione di massa permette di abbattere i costi di produzione grazie alle economie di scala, consente un efficace impiego di manodopera non particolarmente formata (la natura parcellizzata ed elementare delle attività ripetitive affidate a ciascun operatore rende molto ridotte le esigenze di formazione e spesso è sufficiente un breve addestramento per mettere in grado l'operatore di svolgere le attività che gli sono affidate).
Tuttavia, essendo basata sulla standardizzazione spinta dei componenti e dei prodotti, e sulla natura dedicata delle attrezzature di produzione, la produzione di massa nelle sue implementazioni più tipiche soffre di alcuni limiti fisiologici quali scarsa flessibilità, alto costo di investimento iniziale, che la rendono adatta solo a prodotti la cui domanda sia ampiamente prevedibile e soprattutto sia tale da permettere di superare il punto di pareggio in tempi ragionevolmente brevi.
Oltre che un'elevata organizzazione, per raggiungere la produzione seriale bisogna in ogni caso passare (temporaneamente) per la piccola serie che nasce con un'attenta fase metaprogettuale, di prototipizzazione e la creazione di almeno un lotto pilota.